# Donal McCann
Donal McCann (Dublin, 7 de maio de 1943 – Dublin, 17 de julho de 1999) foi um actor irlandês de teatro, cinema e televisão.

## Biografia
McCann masceu no subúrbio residencial de Terenure, em Dublin. O seu pai foi John J. McCann, um dramaturgo e político que, por duas vezes, serviu Dublin como Lord Mayor. Apesar de Donal ter actuado na produção do seu pai Give Me a Bed of Roses na Universidade de Terenure em 1962, ele estudou arquitetura, antes de aceitar o trabalho de sub-editor de um jornal. O tempo que tinha disponível, permitiu-lhe frequentar, ao mesmo tempo, as aulas de representação teatral na Escola de Actores do Teatro Nacional de Dublin. Ingressou no elenco do Teatro Nacional no final da década de sessenta. Nos anos que se seguiram, McCann representou inúmeras peças nos palcos de Dublin e de Londres.
Como actor de cinema, McCann começou cedo a sua carreira, em 1966, no filme da Disney The Fighting Prince of Donegal (que mais tarde se tornaria numa série de televisão). Outros papeis de relevo seriam desempenhados em filmes como Cal, Out of Africa e em várias películas do realizador Neil Jordan.
O seu personagem mais conhecido é o de Gabriel Conroy, contracenando com Anjelica Huston, na adaptação de John Huston do conto de James Joyce, The Dead (1987).
Faleceu em Dublin, aos 56 anos de idade, vitimado por uma cancro no pâncreas.

## Filmografia seleccionada
- 1966- The Fighting Prince of Donegal, de Michael O'Herlihy
- 1969- Sinful Davey, de John Huston
- 1972- Miss Julie, de John Glenister e Robin Phillips
- 1973- The MacKintosh Man, de John Huston (O misterioso Mr. MacKinstosh)
- 1975- Philadelphia, Here I Come, de John Quested
- 1979- Poitín, de Bob Quinn
- 1982- Angel, de Neil Jordan (O anjo da vingança)
- 1984- Summer Lightning, de Paul Joyce
- 1984- Cal, de Pat O'Connor (Tempo de guerra)
- 1985- Out of Africa, de Sydney Pollack (África Minha)
- 1987- The Dead, de John Huston  br:(Os vivos e os mortos) / pt:(Gente de Dublin)
- 1988- High Spirits, de Neil Jordan (Malucos e libertinos)
- 1995- The Bishop's Story, de Bob Quinn
- 1996- Stealing Beauty, de Bernardo Bertolucci (Beleza roubada)
- 1997- The Sepent's Kiss, de Philippe Rousselot (O beijo da serpente)
- 1998- Illuminata, de John Turturro
- 1998- The Nephew, de Eugene Brady